# Улихэ (стадион)
Стадион «Улихэ́» (кит. 五里河体育场) — был многофункциональным стадионом в городе Шэньян (КНР). Он использовался, в основном, для проведения футбольных матчей. Стадион вмещал 65 тысяч зрителей. Построенный в 1989 году, стадион был домашней ареной команды «Чанша Цзиньдэ» (长沙金德, Changsha Ginde).
Стадион был разрушен 12 февраля 2007 года, после 18 лет использования, для проведения футбольных матчей летних Олимпийских Игр 2008 в КНР. Вместо него был возведен Шэньянский Олимпийский центр в новом районе Хунань.